# Oliver Lyttelton
Oliver Lyttelton (15 mars 1893–21 janvier 1972) est un homme d'affaires britannique de la famille Lyttelton qui fait partie du gouvernement pendant la Seconde Guerre mondiale, occupant un certain nombre de postes ministériels. Il est titré vicomte Chandos.

## Carrière

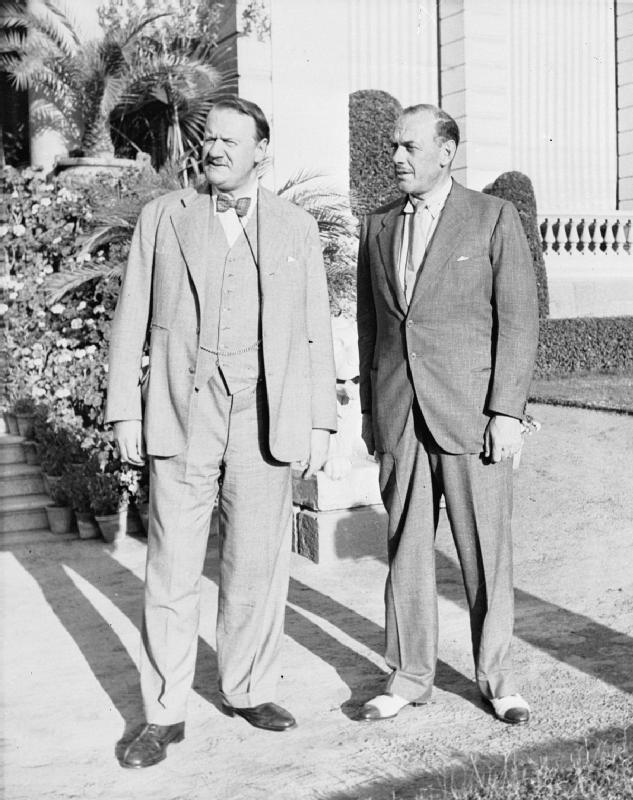
Oliver Lyttelton (à droite) avec Miles Lampson à l'ambassade britannique au Caire en 1941.

Né à Mayfair, Londres, Oliver Lyttelton est le fils d'Alfred Lyttelton, fils cadet de George Lyttelton (4e baron Lyttelton). Sa mère, la deuxième épouse de son père, est Edith Balfour Lyttelton, fille d'Archibald Balfour. Il fait ses études au Collège d'Eton et au Trinity College, Cambridge. Il sert dans les Grenadier Guards pendant la Première Guerre mondiale, où il rencontre Winston Churchill, et reçoit l'Ordre du Service distingué et la Croix militaire.

## Carrière politique
Chandos entre au Parlement en tant que député conservateur d'Aldershot lors d'une élection partielle en temps de guerre en 1940 et est admis au Conseil privé la même année. Il entre dans la coalition de guerre de Winston Churchill comme président du Board of Trade en 1940, poste qu'il occupe jusqu'en 1941, puis est ministre résident du Moyen-Orient de 1941 à 1942 et ministre de la Production de 1942 à 1945. Il est de nouveau président de la Chambre de commerce dans le bref gouvernement intérimaire de Churchill en 1945. Après les Élections générales britanniques de 1951, il est envisagé pour le poste de chancelier de l'Échiquier, mais est considéré comme trop lié aux affaires et à la Cité de Londres. Le poste est alors confié à Rab Butler. Au lieu de cela, il devient secrétaire d'État aux Colonies, poste qu'il occupe jusqu'en 1954. Cette année-là, il est élevé à la pairie comme vicomte Chandos, d'Aldershot dans le comté de Southampton.

## Carrière dans les affaires
De 1947 à 1955, il est le premier président du Farnborough Bowling Club, Hampshire, dans sa circonscription parlementaire d'Aldershot. Après que le Parti conservateur a quitté le pouvoir en 1945, Lyttelton devient le président d'Associated Electrical Industries. Après avoir mis fin à sa carrière en tant que député, Chandos retourne chez Associated Electrical Industries et en fait une grande entreprise britannique. En 1961, il est invité à donner la conférence commémorative MacMillan à l'Institution of Engineers and Shipbuilders en Écosse. Il choisit le sujet «Jungle - ou Cloître? - Quelques réflexions sur la scène industrielle actuelle ".
En 1962, Chandos devient le premier président du Royal National Theatre, jusqu'en 1971. Ses parents ont été des militants actifs pour son développement et le Lyttelton Theatre, qui faisait partie du complexe de la National South Bank, porte son nom.
Pendant le mandat de Laurence Olivier en tant que directeur du National, Chandos est une figure centrale dans la controverse sur un projet de production des soldats de Rolf Hochhuth. La production est soutenue par le dramaturge d'Olivier, Kenneth Tynan. Bien qu'Olivier, grand admirateur de Winston Churchill (qui est accusé dans la pièce d'avoir assassiné le Premier ministre polonais Władysław Sikorski) n'a pas particulièrement aimé la pièce ou sa représentation de Churchill (que Tynan voulait qu'il joue), il soutient son dramaturge. Il y avait un problème potentiel avec le Lord-chambellan, qui n'aurait peut-être pas autorisé la pièce en raison de sa position controversée sur Churchill. Le conseil d'administration du National oppose son veto à la production et Lord Chandos condamne la pièce comme une "diffamation grotesque et grave".
En 1970, il est fait chevalier de la jarretière. Sa bannière jarretière, qui était accrochée à la chapelle Saint-Georges de Windsor de son vivant, est maintenant exposée dans l'église Saint-Jean-Baptiste de Hagley.

## Mariage et enfants
Lord Chandos épouse Moira Godolphin Osborne, fille de George Osborne (10e duc de Leeds) le 30 janvier 1920. Ils ont trois fils et une fille :
- Antony Alfred Lyttelton, 2e vicomte Chandos (né le 23 octobre 1920, décédé le 28 novembre 1980)
- Rosemary Lyttelton (née le 30 mai 1922, décédée le 21 octobre 2003), épouse Anthony Chaplin, 3e vicomte Chaplin en 1951[6]
- Julian Lyttelton (né le 30 août 1923, tué au combat en Italie le 11 octobre 1944 pendant la Seconde Guerre mondiale)[7]
- Nicholas Adrian Oliver Lyttelton (né le 26 mars 1937)

Lord Chandos est mort à Marylebone, Londres, en janvier 1972, à l'âge de 78 ans, et est remplacé par son fils aîné, Antony. Lady Chandos est décédée en mai 1976, à 84 ans.